# 웹팩
웹팩(Webpack 또는 webpack)은 오픈  소스 자바스크립트(JS) 모듈 번들러이다. 주로 자바스크립트(JS)를 위한 모듈 번들러이지만 호환 플러그인을 포함하는 경우 HTML, CSS, 심지어는 이미지와 같은 프론트엔드 자산들을 변환할 수 있다. 웹팩은 의존성이 있는 모듈을 취하여 해당 모듈을 대표하는 정적 자산들을 생성한다.
웹팩은 의존성을 취한 다음 의존성 그래프를 만듦으로써 웹 개발자들이 웹 애플리케이션 개발 목적을 위해 모듈 방식의 접근을 사용할 수 있게 도와준다. 명령 줄을 통해서 사용할 수 있으며, "webpack.config.js"이라는 이름의 구성 파일을 사용하여 구성할 수 있다. 이 파일을 사용하면 프로젝트를 위해 로더, 플러그인 등을 정의할 수 있다. (웹팩은 로더를 통해 상당한 확장이 가능하므로 개발자들이 파일을 함께 번들링할 때 수행하기 원하는 사용자 지정 작업을 작성할 수 있다.) createapp.dev라는 이름의 도구는 이 구성 파일의 생성 과정을 단순하게 만들어 준다.
웹팩 설치에는 Node.js가 요구된다.
웹팩은 moniker 코드 스플리팅을 사용한 코드 온 디맨드를 제공한다. ECMA스크립트의 기술위원회 39는 추가 코드를 로드하는 기능의 표준화를 진행 중이다: proposal-dynamic-import.

## 같이 보기
- Gulp.js